# Пол Мацолини
Пол Мацолини (на италиански: Paul Mazzolini; * 18 февруари, 1960 в Бейрут, Ливан), с псевдоним Gazebo, е италиански музикант.

## Биография
Роден е в Ливан, син на италиански дипломат и на американска певица. Според легендата, той се научава да свири на китара още на 10-годишна възраст за да впечатли своя германска съученичка.
Като тийнейджър-космополит, Мацолини започва кариера в множество джаз, рок и пънк групи, преди да се срещне с римския музикален продуцент Пиерлуиджи Джомбини. Тяхната обща страст по синтезаторите ги запалва за съвместна работа. Първата песен, Masterpiece, става второстепенен хит през 1982.
Забележителна в историята на музикалните класации през 1983 г. става неговата песен I Like Chopin (въпреки всеобщото мнение, пиано мотивът в песента не е композиция на Шопен), която оглавява класациите в континентална Европа в продължение на много седмици. Песен, написана за Райън Парис, наречена Dolce Vita влиза в германския Топ 10 и достига до номер 5 във Великобритания, където Газибо никога не е бил включван.
Следващата песен Lunatic и албума Gazebo също влизат в Топ 20 из Европа, но албумът от 1984 г. Telephone Mama е по-малко успешен. Друг голям негов хит е Love In Your Eyes от предишния албум Gazebo.
След това Мацолини издава още албуми. Ако не броим компилацията от ремикси на негови хитове I Like Chopin, последната му работа е от 1997 г. – албум на италиански език, наречен Viewpoint.

## Дискография
- Gazebo (Baby Records, 1983)
- Telephone Mama (Baby Records, 1984)
- Univision (Carosello, 1986)
- The Rainbow Tales (Carosello, 1988)
- Sweet Life (Carosello, 1989)
- Scenes From The Broadcast (Lunatic, 1991)
- I Like Chopin – Best Of Gazebo (Jimco, 1991) – издаден в Япония
- Greatest Hits (Baby Records, 1992)
- Classics (RCA Italiana 1994)
- Portrait (Giungla-BMG Italy, 1994)
- Viewpoint (Softworks, 1997)
- Portrait & Viewpoint (Softworks, 2000)
- Ladies ! The Art Of Remixage (Softworks, 2008)
- The Syndrone (Softworks, 2008)

## Сингли
- 1982: Masterpiece
- 1982: Gimmick !
- 1983: I like Chopin
- 1983: Love in your eyes
- 1983: Lunatic
- 1984: Telephone Mama
- 1986: Trotsky Burger
- 1986: Sun goes down on Milkiway
- 1987: Give me one day ... / Diamonds are forever
- 1989: Face to face / Dolce Vita
- 1991: Fire
- 1991: The 14th of July
- 1991: I like Chopin (remix)
- 2007: Tears For Galileo (EP)
- 2008: Ladies ! (12")